# Battle of the Bastards
Battle of the Bastards er det niende afsnit af sjette sæson i serien Game of Thrones, hvor Jon Snow og Sansa Stark står overfor Ramsay Bolton i Winterfell. Daenerys Targaryen går til modangreb på sine fjender. Theon og Yara ankommer i Meereen. 